# Tod am Rennsteig – Haus der Toten
Tod am Rennsteig – Haus der Toten ist ein Fernsehfilm, der erstmals am 13. März 2025 auf dem Sender Das Erste in der Rubrik Donnerstags-Krimi ausgestrahlt wurde. Die zweite Folge der Fernsehreihe wurde von der Polyphon Film- und Fernsehgesellschaft im Auftrag von ARD Degeto und des Mitteldeutschen Rundfunks produziert. Der Film war bereits am 10. März 2025 in der ARD Mediathek vorab verfügbar.

## Handlung
In der Morgendämmerung durchstreift eine vermummte Gestalt die Zimmer einer großen Villa und gibt mehrere Schüsse ab. Nur ein jugendliches Mädchen im Dachgeschoss bleibt unentdeckt. Mit einem Geländemotorrad flüchtet die unbekannte Person in den angrenzenden Naturpark Thüringer Wald. Am nächsten Tag treffen der Fallanalytiker Jan Kawig und die Kriminalpsychologin Annett Schuster vom Landeskriminalamt am Tatort ein. Zusammen mit der Leiterin der Operativen Fallanalyse (OFA) Marion Dörner und der Staatsanwältin Lisa Rossmann finden sie heraus, dass das Haus mutmaßlich als Wirkungsstätte der kalabrischen Mafiaorganisation ’Ndrangheta gedient hat. Bei den kaltblütig ermordeten Opfern handelt es sich um zwei Ehepaare: Toto und Ricarda Sardini, die Besitzer des Hauses, sowie Totos Halbbruder Daniel Senn, der mit seiner Frau Claudia seit einiger Zeit ebenfalls dort wohnte. Da das Gebäude auch einen wenig lukrativen Restaurantbetrieb umfasst, deuten die Indizien auf Geldwäsche hin. Aus diesem Grund beansprucht Ludger Diehl, Leiter der Abteilung für Organisierte Kriminalität (OK), seine Zuständigkeit. Aufgrund eines bereits gescheiterten Versuches, verdeckte Ermittler einzuschleusen, bindet ihn die misstrauische Staatsanwältin in den Fall jedoch nicht ein. Während der Tatortbegehung entdecken Kawig und Schuster die durch eine posttraumatische Belastungsstörung verängstigte 16-jährige Rebecca Senn in einem Panikraum. Als mögliche Zeugin wird die Tochter eines der getöteten Ehepaare zu ihrer eigenen Sicherheit zunächst in das Polizeipräsidium und später in Kawigs bewachtes Landhaus gebracht.
Am Schauplatz des Verbrechens erscheint bald Jona Tauber, Rebeccas besorgter Freund, der als Kellner im Restaurant arbeitete. Kawig sucht Giovanni Rossi auf, den Besitzer seines bevorzugten italienischen Restaurants Bella Ciau. Alarmiert durch die laufenden Untersuchungen, verweigert Rossi Auskünfte über mögliche Hintergründe der Tat. Bei der Befragung von Rebecca bleibt die Schilderung der Ereignisse aufgrund ihrer dissoziativen Amnesie in Verbindung mit Cannabiskonsum lückenhaft. Überdies wird in Rückblenden deutlich, dass ihre Kindheit von Vernachlässigung und Misshandlung durch ihre feierfreudigen und drogensüchtigen Eltern sowie sexuelle Übergriffe ihres Onkels gekennzeichnet war. Derweil stellt die Spurensicherung in der Villa qualitativ hochwertiges Falschgeld sicher. Abdrücke eines versteckten Diktiergeräts lassen zudem auf die heimliche Aufzeichnung vertraulicher Gespräche schließen. Dennoch bleibt die genaue Motivlage unklar. Motorradspuren führen Kawig in den Wald zur Revierförsterin Maja Schorlau. Aufnahmen der Wildkameras belegen eine Zusammenkunft von Toto Sardini mit einem Mitarbeiter des Restaurants Bella Ciau und lassen somit eine geschäftliche Verbindung zwischen den Landsleuten vermuten. Verunsichert über die sich zuspitzende Situation erörtern Diehl, der offenbar als bezahlter Informant arbeitet, und Rossi das weitere Vorgehen. Ohne das Wissen der Ermittler bedrängt der OK-Chef kurz darauf Rebecca, bevor Kawigs aufmerksamer Vater den Kontakt unterbindet.
Zur Rekonstruktion des Verbrechens fertigt die Forensikerin Sabine Limmer ein Holzmodell der Villa an. Nach einer erneuten ergebnislosen Durchsuchung der Räume wird Rebecca zur Bewältigung ihres Traumas in die Villa gebracht. Während des Rundganges schießt ein Motorradfahrer durch das Fenster auf die Zeugin. Unterdessen wird ein Rucksack mit den verräterischen Tonbändern, den Daniel Senn im Waldboden vergraben hat, von einer Hundestaffel gefunden. Demnach beabsichtigten Rebeccas Eltern in erpresserischer Absicht, in das lukrative Geschäft einzusteigen. Auf den Aufnahmen ist außerdem Diehls Stimme zu hören. Die Ermittler stellen dem Kollegen eine Falle: Um ihn anzulocken, streuen sie das Gerücht, die Bänder würden in der Nacht in Limmers Safe verwahrt. Beim anschließenden Verhör gibt Diehl seine Verstrickung in den Fall als Maulwurf zu, leugnet aber die Morde. Eine detaillierte Analyse der gefundenen Projektile führt Kawig und Schuster auf eine neue Spur: Die revidierte Reihenfolge der abgegebenen Schüsse weist darauf hin, dass der Täter bereits im Haus gewesen sein muss und damit über die kriminellen Machenschaften der Familie informiert war. Auch Rebeccas Erinnerungen kehren zurück: Unter dem dunklen Helmvisier offenbart sich Jonas Gesicht. Aus Hass auf die verantwortungslose Familie haben er und Rebecca die Tat gemeinsam geplant. Zusätzliche Beweise werden in der Wohnung von Jonas Pflegemutter gefunden. Beim Eintreffen der Polizei vor der Villa wird Rebecca von Jona mit einer Waffe bedroht. Nachdem dieser überwältigt werden konnte, hindert Schuster die verzweifelte Mittäterin mit einem gezielten Schuss auf die Waffe an einer Selbsttötung.

## Produktion

### Drehorte
Die Dreharbeiten fanden vom 9. Juli bis 6. August 2024 statt. Gedreht wurde in Bad Liebenstein, Erfurt, Witterda und im Thüringer Wald.
Wohnsitz der italienischen Familie und Schauplatz des Verbrechens war die denkmalgeschützte Villa Feodora in Bad Liebenstein.
Als Außenkulisse für die Landespolizeidirektion diente das Veranstaltungszentrum Comcenter Brühl in der Mainzerhofstraße. Das Kromer’s Restaurant in der Nähe des Erfurter Domplatzes stellte das fiktive italienische Restaurant Bella Ciao mit Kontakt zur Mafia dar. In Witterda befand sich das Privathaus mit ehemaligem Hof von Jan Kawig.
Weitere Einstellungen wurden in der Severikirche, im Krematorium auf dem Hauptfriedhof, an der Krämerbrücke und in Isseroda gedreht.

## Rezeption

### Kritiken
Die Fernsehzeitschrift TV Spielfilm beurteilt den Film positiv (Daumen hoch): „Nicht völlig originell, aber sehr unterhaltsam neu arrangiert.“
Rainer Tittelbach von Tittelbach.tv vergibt vier von sechs Sternen und resümiert: „Ein unaufgeregter, analytischer und figurenorientierter Krimi mit moderaten Thriller-Momenten.“
Oliver Armknecht vergibt für den Film in seiner Kritik auf film-rezensionen.de insgesamt fünf von zehn Punkten und zieht ein überwiegend positives Fazit: „Tod am Rennsteig: Haus der Toten beginnt mit einem ebenso rätselhaften wie brutalen Vierfachmord in einer abgelegenen Villa, die Spur führt zur Mafia. Der Kriminalfall ist in Ordnung, auch wenn die Auflösung ein bisschen aus dem Nichts kommt. Dafür wird es ziemlich emotional.“

### Einschaltquoten
Die Erstausstrahlung am 13. März 2025 wurde in Deutschland von 6,23 Millionen Zuschauern gesehen und erreichte einen Marktanteil von 25,2 Prozent. In der Gruppe der 14- bis 49-Jährigen betrug der Marktanteil 9,5 Prozent.